# Darney-aux-Chênes
Darney-aux-Chênes ist eine französische Gemeinde im Département Vosges in der Region Grand Est (bis 2015 Lothringen). Sie gehört zum Arrondissement Neufchâteau und zum Kanton Mirecourt. Sie grenzt im Norden an Châtenois, im Osten an Longchamp-sous-Châtenois, im Südosten an Sandaucourt, im Süden an Ollainville und im Westen an Rouvres-la-Chétive. Die Bewohner nennen sich Darnéens.

## Bevölkerungsentwicklung
| Jahr      | 1962 | 1968 | 1975 | 1982 | 1990 | 1999 | 2008 | 2019 |
| --------- | ---- | ---- | ---- | ---- | ---- | ---- | ---- | ---- |
| Einwohner | 66   | 57   | 56   | 51   | 55   | 48   | 72   | 66   |

## Sehenswürdigkeiten
- Kirche Saint-Èvre (Glocke als Monument historique geschützt)

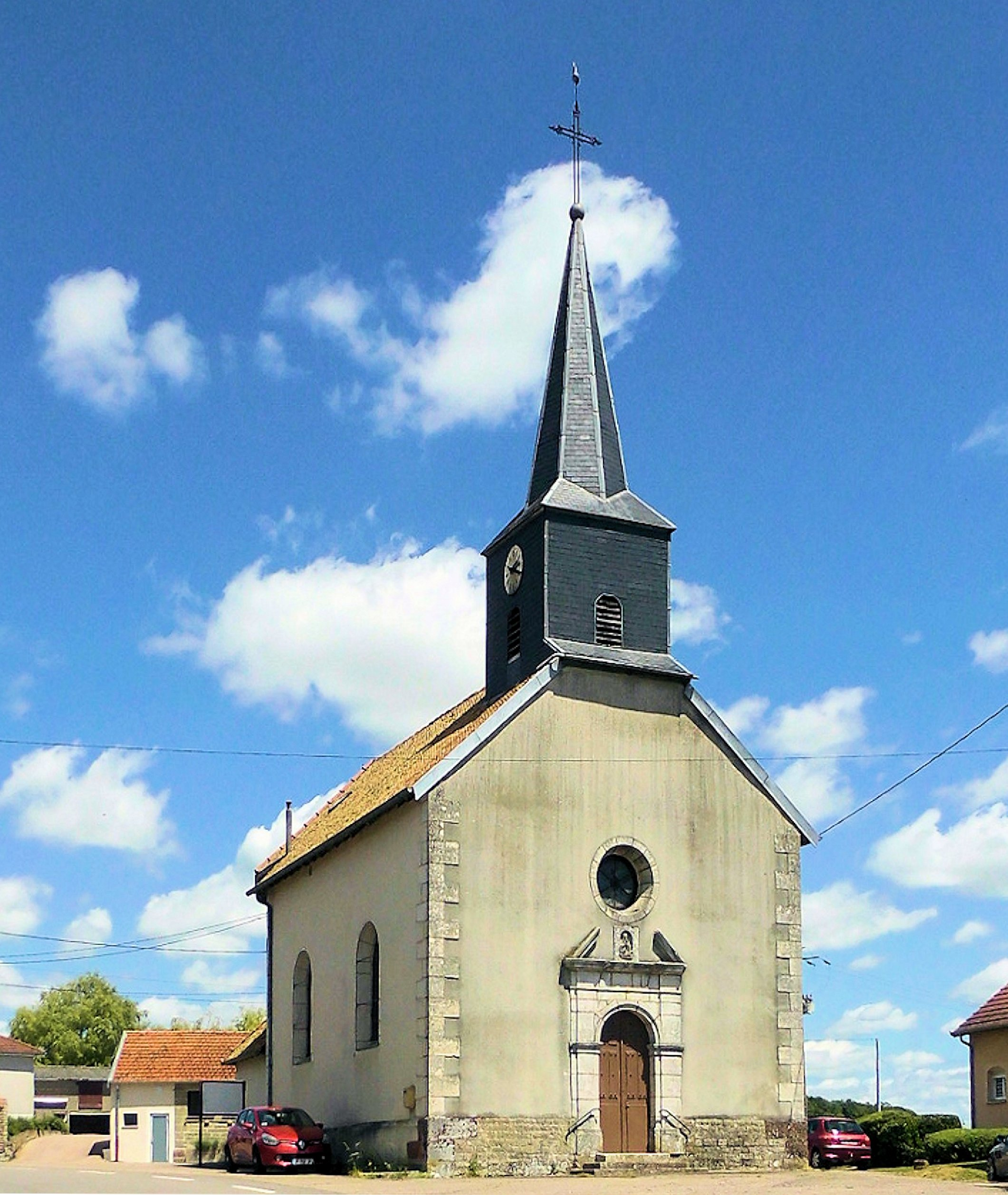
Kirche Saint-Èvre